# 2025年アジア冬季競技大会
2025年アジア冬季競技大会（2025ねんアジアとうききょうぎたいかい、英語: Ninth Asian Winter Games）は、2025年2月7日から2月14日まで中華人民共和国のハルビンで開催された第9回アジア冬季競技大会。同市でこの大会が開催されるのは、第3回大会の1996年以来2回目である。日本勢はクロスカントリースキー、スピードスケート、スノーボード、フリースタイルスキーほかでメダルを得た。

## 実施競技・会場
括弧内の数字は種目数。
- スキー

今回初めて、山岳スキーが冬季オリンピックの種目に加わり、ミラノ・コルティナダンペッツォ・オリンピック（2026年）を視野に入れて選手35名が競いあった。
-  アルペンスキー（2）
-  クロスカントリースキー（6）男子、金メダル＝日本。銀メダル＝日本。
-  フリースタイルスキー（11）
-  スノーボード（6）
-  山岳スキー（3）

- スケート
  -  スピードスケート（14）[3]
    - 男子100m　金＝高亭宇（中国）
    - 男子500m　金＝高亭宇（中国）　銀＝森重航（日本）　胴＝キム・ジュンホ（大韓民国）[注 1]
    - 女子3000m

  -  ショートトラックスピードスケート（9）
  -  フィギュアスケート（4） （詳細）
- バイアスロン（4）
- アイスホッケー（2）
- カーリング（3） （詳細）